# Монтефорте Ирпино (Авелино)
Монтефорте Ирпино (итал. Monteforte Irpino) је насеље у Италији у округу Авелино, региону Кампанија.
Према процени из 2011. у насељу је живело 9189 становника. Насеље се налази на надморској висини од 409 м.

## Становништво
Према резултатима пописа становништва 2011. у општини је живело 10.878 становника.
| 1931. | 1936. | 1951. | 1961. | 1971. | 1981. | 1991. | 2001. | 2011.  |
| ----- | ----- | ----- | ----- | ----- | ----- | ----- | ----- | ------ |
| 3.827 | 4.062 | 4.580 | 4.357 | 3.726 | 4.762 | 7.461 | 8.674 | 10.878 |